# Giordano Ruffo

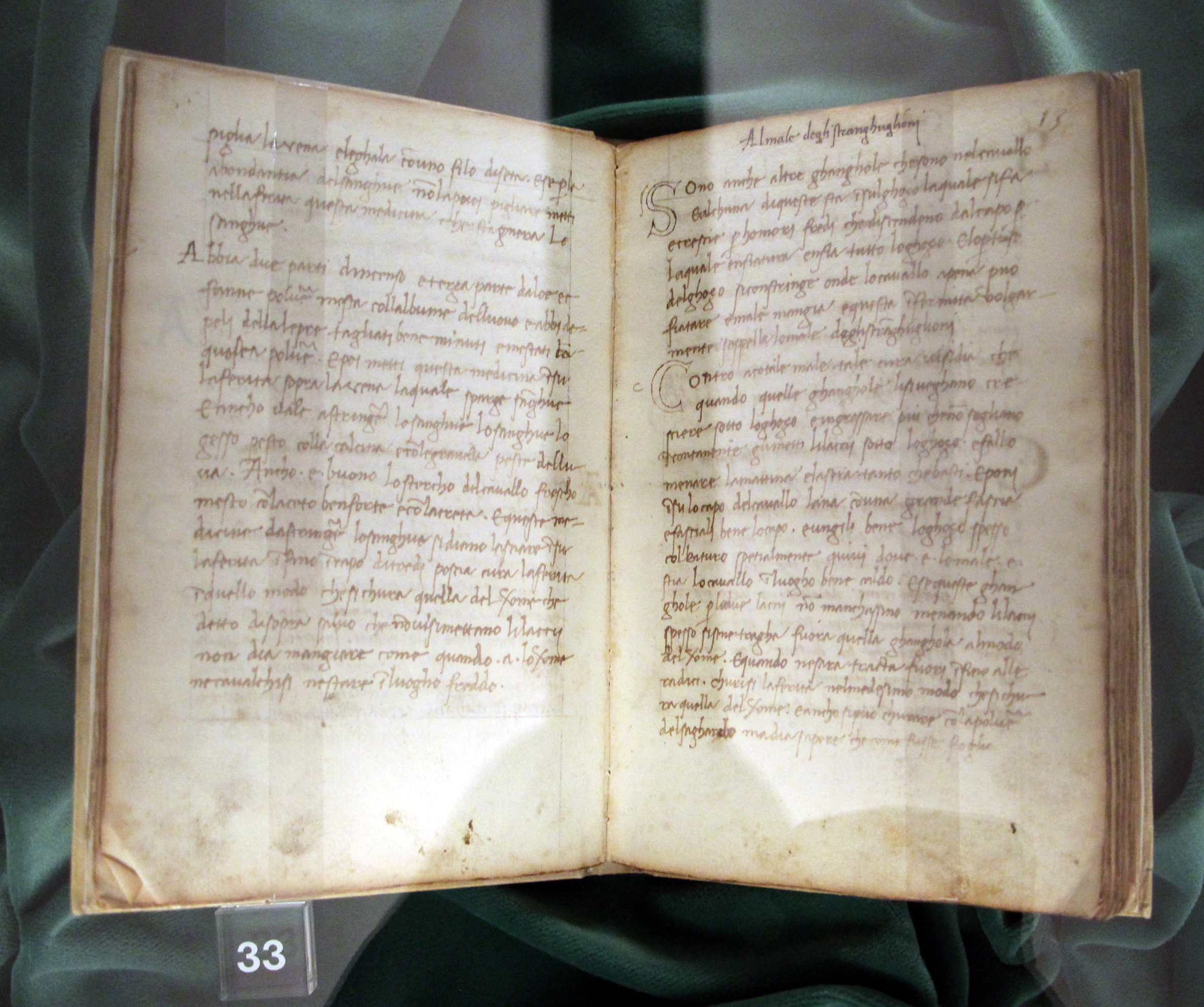
Eine Handschrift von De Medicina Equorum in italienischer Übersetzung, die zwischen 1490 und 1510 entstanden ist. (Biblioteca Medicea Laurenziana in Florenz, Ashburnham 1464)

Giordano Ruffo oder Jordanus Ruffus (ca. 1200–1256) war ein italienischer Adliger und Kastellan am Hof des Stauferkaisers Friedrichs II., der dafür bekannt ist eines der ältesten erhaltenen nachantiken europäischen Werke über Hippologie und Hippiatrie verfasst zu haben: De Medicina Equorum/Liber marescalcie equorum.

## Leben und Werk
Ruffo wurde um 1200 in Kalabrien in die Adelsfamilie Ruffo geboren, die im Dienste Kaiser Friedrichs II. stand. Ein Onkel war Pietro Ruffo, Graf von Catanszaro. Ruffo wurde 1239 zum Herrn von Val di Crati ernannt. Die Familie Ruffo stellte sich aber nach dem Tode Friedrichs II. 1250 auf die Seite Kaiser Konrads IV. und nach dessen Tode 1254 offen gegen Friedrichs Sohn Manfred von Sizilien und auf die Seite Papst Alexanders IV. Dafür wurde Giordano Ruffo 1254 von den Ghibellinen verhaftet und verurteilt. Nachdem er gefoltert und geblendet worden war, starb er im Februar 1256 im Gefängnis.
Ruffos einziges Buch wurde in lateinischer Sprache verfasst und gilt als eines der frühesten nachantiken europäischen Werke über Tiermedizin. Das Buch besteht aus sechs Teilen, die sich mit der Pferdezucht, der Ausbildung von Jungpferden, der Pferdepflege, den Eigenschaften und Mängeln der Pferde, den Pferdekrankheiten und der Behandlung befassen. Von dem Werk sind etwa 173 Manuskriptexemplare und etwa 16 Druckfassungen bekannt. Es ist vom Lateinischen ins Italienische, Französische, Deutsche, Katalanische, Galizische, Okzitanische und Hebräische übersetzt worden. Die bekannteste Ausgabe ist Jordani Ruffi Calabriensis Hippiatria (Padua, 1818). Es gibt mehrere spätere abgeleitete Ausgaben, darunter Mulomedicina (oder Medela equorum) von Teodorico Borgognoni (Ende des 13. Jahrhunderts); Marescalcia von Dino Dini, Traité d'hippiatrie von Guillaume de Villiers (15. Jahrhundert); und Manuschansia von Agostino Columbre (1490).